# Henrika Juliana von Liewen

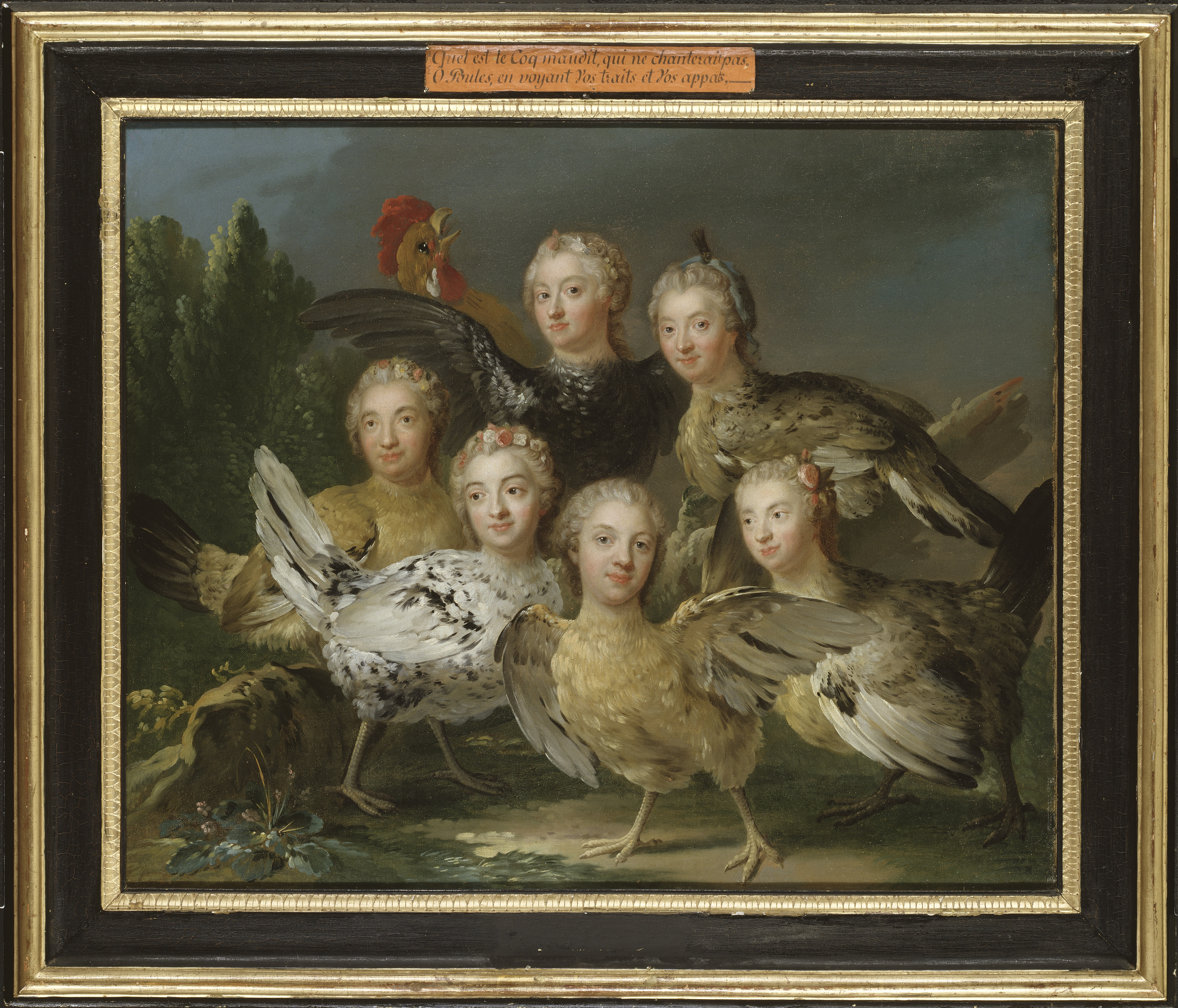
Hönstavlan av Johan Pasch och Johan Henrik Scheffel från 1747, föreställande Lovisa Ulrikas sex hovfröknar: Ernestine von Griesheim, Henrica Juliana von Liewen, Charlotta Sparre, Ulrika Strömfelt, Agneta Strömfelt och Cathérine Charlotte Taube.

Henrika (eller Hinrica) Juliana von Liewen, född 16 februari 1709, död 26 augusti 1779, var en svensk friherrinna och hovdam, politiskt aktiv som skribent för Hattarna under frihetstiden.

## Biografi
Henrika Juliana von Liewen var dotter till riksrådet Hans Henrik von Liewen d.ä. och syster till Hans Henrik von Liewen d.y.. Under 1730-talet följde hon i sällskap med Hedvig Taube och dennas systrar med Fredrik I och hans bror Vilhelm på en av deras jaktresor ut på kungens adliga gunstlingars gods, och under en resa till Gripsholms slott ska en skandal av något slag ha inträffat då "sedeslösheten skall hafva gått väl långt", något som inte helt kunde tystas ned. 
Henrika Juliana von Liewen blev 1744 hovfröken hos Lovisa Ulrika; hon efterträdde 1747 Margareta Magdalena Torstensson som kammarfröken. Hon tillhörde dennas förstas grupp av hovdamer tillsammans med Cathérine Charlotte De la Gardie, Agneta och Ulrika Strömfelt och Lotta Sparre och beskrivs som Lovisa Ulrikas första favorit. Lovisa Ulrika delgav henne sina politiska planer, och det anses troligt att det var Liewen som 1748 delgav Frankrikes, Danmarks och Rysslands ambassadörer hennes första plan på en statskupp, en kupp som inte hade Liewens stöd.
I maj 1748 blev hon på Drottningholms slott gift med överintendenten Carl Hårleman. Även sedan hon lämnat hovet fortsatte hon dock åtminstone till makens död att tillhöra Lovisa Ulrikas närmaste vänkrets. Hon efterträddes så småningom som favorit och kammarfröken av Ulrika Eleonora von Düben.
Under Hattarnas och Mössornas partistrider anses hon ha varit en av de anonyma medarbetarna bakom Hattarnas tidning: En ärlig Swensk, som 1755–1756 utgavs av Niklas von Oelreich. Länge var tidningens verkliga redaktion en hemlighet. Kungen hade till och med om tidningen ett diktamen till rådsprotokollerna, och ärkebiskop Henric Benzelius ansåg den strida mot bibeln. Det ansågs att en stor del av senaten samlades hemma hos Carl Hårlemans änka grevinnan Henrika Juliana von Liewen i Hårlemanska huset, för att läsa korrektur på tidningen. Hennes politiska verksamhet gjorde henne till måltavla för förtal. Hattpartiets motståndare Johan Arckenholtz påstod att hon hade haft ett förhållande med Fredrik I:s bror Vilhelm VIII av Hessen-Kassel under hans besök i Sverige 1732, samt ha fått en dotter med en i Sverige avliden hessisk president, Dörnberg. von Liewen tillerkändes en pension av riksdagen 1755; efter mösspartiets maktövertagande 1765 blev hon nästan ifråntagen pensionen. Hon lyckades få behålla den, tack vare att den donation hon gjort till Kungliga biblioteket i Stockholm av sin döde mans böcker i byggnadskonsten, hans ritningar och kopparstick, uppgick till flera gånger pensionens värde.